# Надпись Исмет-Ахома
Надпись Исмет-Ахома (или Филэ 436) — последняя известная надпись, сделанная египетскими иероглифами в 394 году н. э. Она высечена на стене в храме Исиды на острове Филэ в Южном Египте.

## Исторический контекст
В этот период в Римском Египте широко распространялось христианство, в Египте была отдельная епархия в Преторианской префектуре Востока. Блеммии с нагорий Красного моря посещали египетский храм Исиды вопреки указу Феодосия I о закрытии всех египетских храмов (392 год). В 535—537 годах император Юстиниан повелел закрыть храм, схватить жрецов, а статуи доставить в Константинополь. Египетский храм посвятили Святому Стефану, позже на Филэ возвели ряд церквей.

## Текст
Надпись вырезана иероглифическим и демотическим письмом. Демотическая часть повествует о торжестве «Дня рождения Осириса, его (?) священного праздника в год 110 [эпоха Диоклетиана]», что соответствует 24 августа 394 года.
Слева изображён фараон периода Птолемеев или Рима, справа — текст его указа.
Иероглифическая надпись гласит:
Перед Мерулом, сыном Гора, рукой (?) Исмет-Ахома (?), сына Исмета, второго жреца Исиды, во веки веков. Слова продиктованы Мерулом, властителем Абатона, великим богом.
В демотической надписи сказано:
Я, Исмет-Ахом, писец дома записей (?) Исиды, сын Исмет-Панехата, второго жреца Исиды, и матери Исвер; я выполнил работу над обликом Мандулиса ради вечности, поскольку он обратил его любезно (?) ко мне. Сегодня День рождения Осириса, его (?) священный праздник в год 110.

## Галерея
- Фотография
- Прорисовка
- Иероглифическая надпись
- Демотическая надпись